# Luigi Mastrangelo
Luigi Mastrangelo, född 17 augusti 1975 i Mottola, är en italiensk volleybollspelare. Mastrangelo blev olympisk silvermedaljör i volleyboll vid sommarspelen 2004 i Aten.